# 自治教会 (ルーテル教会)
自治教会（じちきょうかい）とは、キリスト教の教会組織の種別・地位。ルーテル教会、正教会などで用いられる用語。本記事ではルーテル教会の自治教会につき記述する。
- 英語：self-governing（Self-governing Church）

日本ルーテル教団は、1968年に会衆主義制度の自治教会となり、アメリカ合衆国ルーテル教会から独立した。1976年には自給を達成している。